# Nearness (album)
Albums par Joshua Redman
The Bad Plus Joshua Redman (en)
(2015)
Albums par Brad Mehldau
Blues and Ballads (en)
(2015) Chris Thile & Brad Mehldau (en)
(2017)
Nearness est un album en duo du saxophoniste Joshua Redman et du pianiste Brad Mehldau sorti en 2016 chez Nonesuch Records. Bien qu'ils jouent ensemble depuis les années 1990, c'est leur premier album en duo.
Les six morceaux qui constituent l'album ont été enregistrés lors de la tournée européenne du duo en 2011.
L'album est nommé pour le Grammy Award du meilleur album de jazz instrumental en 2016.

## Liste des pistes
| No | Titre               | Musique                          | Date et lieu d'enregistrement                              | Durée |
| -- | ------------------- | -------------------------------- | ---------------------------------------------------------- | ----- |
| 1. | Ornithology         | Charlie Parker, Benny Harris     | 12 novembre 2011, Festival Internacional de Jazz de Madrid | 8:38  |
| 2. | Always August       | Brad Mehldau                     | 16 novembre 2011, AllBlues Jazz Classics, Berne            | 10:55 |
| 3. | In Walked Bud       | Thelonious Monk                  | 14 novembre 2011, North Sea Jazz, Groningen                | 9:56  |
| 4. | Mehlsancholy Mode   | Joshua Redman                    | 24 novembre 2011, Alte Oper, Frankfurt am Main             | 12:36 |
| 5. | The Nearness Of You | Hoagy Carmichael, Ned Washington | 23 novembre 2011, JazzNights, Düsseldorf                   | 16:44 |
| 6. | Old West            | Brad Mehldau                     | 7 juillet 2011, Kongsberg                                  | 14:39 |

## Personnel
- Joshua Redman : saxophone ténor et soprano
- Brad Mehldau : piano